# Dècada del 400 aC

## Esdeveniments
- Esparta venç Atenes i acaba la Guerra del Peloponès
- Reformes a la Xina per igualar l'estil de vida de les diferents regions
- Plató és deixeble de Sòcrates

## Personatges destacats
- Alcibíades (general atenenc)
- Tucídides